# Forbidden Door (2024)
Forbidden Door (2024) – trzecia gala wrestlingu w chronologii cyklu Forbidden Door wyprodukowana przez federację i dla zawodników amerykańskiej federacji All Elite Wrestling (AEW) oraz japońskiej federacji New Japan Pro-Wrestling (NJPW). Odbyła się 30 czerwca 2024 w UBS Arena w wiosce Elmont na Long Island w stanie Nowy Jork. Emisja była przeprowadzana na żywo przez serwis strumieniowy B/R Live w Ameryce Północnej, za pośrednictwem Triller TV na całym świecie i przez NJPW World w Japonii oraz w systemie pay-per-view. W gali wzięli także udział wrestlerzy z siostrzanej organizacji NJPW World Wonder Ring Stardom i meksykańskiej organizacji Consejo Mundial de Lucha Libre (CMLL), partner zarówno AEW, jak i NJPW.
Na gali odbyło się pietnaście walk, w tym pięć podczas pre-show Zero Hour. W walce wieczoru, Swerve Strickland pokonał Willa Ospreaya i obronił AEW World Championship. W innych ważnych walkach, Mercedes Moné pokonała Stephanie Vaquer w winner takes all matchu o TBS Championship i Strong Women’s Championship, Jack Perry pokonał Konosuke Takeshitę, Marka Briscoe, Dante Martina, Lio Rusha i El Phantasmo w Ladder matchu, aby zdobyć zwakowany AEW TNT Championship, "Timeless" Toni Storm pokonała Minę Shirakawę, utrzymując AEW Women’s World Championship, a Samoa Joe, Hook i Katsuyori Shibata pokonali The Learning Tree (Chrisa Jerichoa i Biga Billa) i Jeffa Cobba w trios matchu. Gala obejmowała także powrót Dr. Britt Baker, D.M.D..

## Produkcja

### Tło
Forbidden Door to coroczna gala wrestlingu w systemie pay-per-view (PPV), której koprodukcją jest amerykańska promocja All Elite Wrestling (AEW) i japońska organizacja New Japan Pro-Wrestling (NJPW). Założona w 2022 roku gala odbywa się w czerwcu i obejmuje bezpośrednią rywalizację pomiędzy wrestlerami z obu firm. Nazwa gali wzięła się od tego samego terminu często używanego przez AEW w odniesieniu do współpracy z innymi organizacjami wrestlingu.
11 kwietnia 2024 roku AEW ogłosiło, że trzecie Forbidden Door odbędzie się 30 czerwca 2024 w UBS Arena w wiosce Elmont na Long Island w stanie Nowy Jork. Rocky Romero, który jest wiceprezesem zarówno AEW, jak i NJPW, powiedział, że wrestlerki z World Wonder Ring Stardom, japońskiej firmy kobiecej i siostrzanej promocji NJPW, również wezmą udział w gali w 2024 roku, ale nie zostało to oficjalnie ogłoszone przez AEW lub NJPW. Powiedział również, że istnieje możliwość zaangażowania wrestlerów z meksykańskiej organizacji Consejo Mundial de Lucha Libre (CMLL).

### Rywalizacje
AEW x NJPW: Forbidden Door oferowało walki profesjonalnego wrestlingu z udziałem wrestlerów należących do federacji All Elite Wrestling oraz New Japan Pro-Wrestling. Oskryptowane rywalizacje (storyline’y) kreowane są podczas cotygodniowych gal Dynamite, Rampage i Collision oraz podczas gal związanych z NJPW, Stardom i CMLL. Wrestlerzy są przedstawieni jako heele (negatywni, źli zawodnicy i najczęściej wrogowie publiki) i face’owie (pozytywni, dobrzy i najczęściej ulubieńcy publiki), którzy rywalizują pomiędzy sobą w seriach walk mających budować napięcie. Kulminacją rywalizacji jest walka wrestlerska lub ich seria.

#### Pojedynek o AEW World Championship
Podczas odcinka Dynamite z 22 maja ogłoszono, że w odcinku w następnym tygodniu odbędzie się Casino Gauntlet match, którego celem będzie ustalenie, kto zmierzy się ze Swervem Stricklandem o AEW World Championship na Forbidden Door. Walkę wygrał Will Ospreay.

#### Pojedynek o AEW TNT Championship
Na Double or Nothing, Adam Copeland autentycznie doznał kontuzji nogi podczas udanej obrony AEW TNT Championship. Na następnym odcinku Dynamite, wiceprezesi wykonawczy AEW The Young Bucks (Matthew Jackson i Nicholas Jackson) pozbawili Copelanda tytułu z powodu kontuzji. Kiedy mieli wręczyć mistrzostwo swojemu koledze stajennemu z The Elite Jackowi Perry’emu, pojawił się Christopher Daniels – zwolniony przez Bucksów – i ogłosił, że prezes AEW Tony Khan mianował go tymczasowym wiceprezesem wykonawczym na miejsce Kenny’ego Omegi (który choruje na zapalenie uchyłków). Następnie Daniels ogłosił, że TNT Championship nie zostanie przekazane Perry’emu, a zamiast tego następny mistrz zostanie wyłoniony w drodze ladder matchu na Forbidden Door, a uczestnicy zostaną wyłonieni w drodze walk kwalifikacyjnych odbywających się w ciągu najbliższych kilku tygodni. Pierwsza walka kwalifikacyjna odbyła się w tym samym tygodniu na odcinku Rampage, gdzie Konosuke Takeshita zakwalifikował się, pokonując Pentę El Zero Miedo. Następnie Mark Briscoe zakwalifikował się na przyszłotygodniowym Dynamite, pokonując Briana Cage’a. Następna walka kwalifikacyjny miała się odbyć 15 czerwca pomiędzy Dustinem Rhodesem i Jackiem Perrym na odcinku Dynamite, gdzie Perry wygrał w ten sposób zapewniając sobie miejsce w ladder matchu. 15 czerwca na odcinku Collision, Dante Martin pokonał Lee Moriarty’ego i zakwalifikował się do ladder matchu. Następnie Lio Rush zakwalifikował się 21 czerwca na odcinku Rampage, pokonując Action Andrettiego. El Phantasmo zapewnił sobie ostatnie miejsce w walce, pokonując AR Foxa 28 czerwca na odcinku Rampage.

#### Pojedynek o AEW TBS Championship i NJPW Strong Women’s Championship
Po udanej obronie AEW TBS Championship 29 maja na odcinku Dynamite, Mercedes Moné została rozproszona przez NJPW Strong Women’s Championkę Stephanie Vaquer, która występuje w NJPW/Stardom i CMLL. Następnie obydwie patrzyły na siebie z góry, trzymając w górze swoje mistrzostwa. W następnym tygodniu ogłoszono, że obydwie zmierzą się ze sobą w Forbidden Door w Winner Takes All matchu o oba mistrzostwa. Jednak wcześniej Moné miała bronić tytułu TBS przeciwko partnerce Vaquer w CMLL World Women’s Tag Team Championship Zeuxis 12 czerwca na odcinku Dynamite i ogłoszono, że jeśli Moné straci tytuł na rzecz Zeuxis, wówczas walka na Forbidden Door będzie tylko o Strong Women’s Championship Vaquer; Moné zachowała tytuł.

#### Pojedynek o AEW Women’s World Championship
Przed podpisaniem kontraktu z AEW w listopadzie 2023 roku, Mariah May występowała w Stardom, gdzie współpracowała z Miną Shirakawą w ramach Club Venus. Po podpisaniu kontraktu z AEW May została protegowaną AEW Women’s World Championki "Timeless" Toni Storm, która również wcześniej występowała w Stardom w latach 2016–2019. Następnie Shirakawa po raz pierwszy pojawiła się w AEW 10 kwietnia na odcinku Dynamite, ratując May przed pobiciem po walce. Podczas gali Stardom 2 czerwca Storm wraz z May pojawiła się w winiecie, w której Storm powiedziała, że obserwowała Shirakawę i chociaż uważała Shirakawę za przyjaciółkę ze względu na jej przyjaźń z May, Storm chciała wyzwać Shirakawę na walkę na Forbidden Door. Shirakawa przyjęła wyzwanie i walka została oficjalnie ogłoszona 5 czerwca na odcinku Dynamite, a May na jej prośbę została wymieniona jako narożnik obu uczestników.

#### Zack Sabre Jr. vs. Orange Cassidy
Na Forbidden Door w 2023 roku Orange Cassidy z AEW wygrał czteroosobową walkę, w którym wziął udział także Zack Sabre Jr. z NJPW. W następnym roku, 8 czerwca 2024 roku na odcinku Collision, Saber wyzwał Cassidy’ego na rewanż w pojedynku na Forbidden Door, twierdząc, że obaj mężczyźni nie dokończyli spraw.

#### Pojedynek o IWGP World Heavyweight Championship
Podczas kwietniowej gali Windy City Riot od NJPW, Jon Moxley z AEW pokonał Tetsuyę Naito z NJPW i zdobył IWGP World Heavyweight Championship. Po zachowaniu tytułu na gali Dominion od New Japan, Moxley wydał promo, w którym każdy mógł rzucić mu wyzwanie. Naito wyszedł, by skonfrontować się z Moxleyem, a rewanż ustalono na Forbidden Door.

#### Pojedynek o NJPW World Television Championship
Podczas konferencji prasowej po wydarzeniu NJPW Dominion, Jeff Cobb rzucił otwarte wyzwanie każdemu członkowi składu AEW, aby rzucił mu wyzwanie w walce o NJPW World Television Championship na Forbidden Door.

#### MJF vs. Hechicero
Na Double or Nothing, MJF niespodziewanie powrócił po kontuzji po przerwie od Worlds End w grudniu 2023 roku. Następnie po raz pierwszy pojawił się na Dynamite 5 czerwca, w którym obrzucił The Elite. Po walce MJF-a 19 czerwca na tytantronie pojawili się Cage of Agony (Brian Cage, Toa Liona i Bishop Kaun) oraz Hechicero z CMLL. Cage następnie ogłosił, że The Elite ma prezent dla MJF-a i jest nim to, że zmierzy się z Hechicero w rodzinnym mieście MJF-a na Forbidden Door.

#### Bryan Danielson vs. Shingo Takagi
Owen Hart Cup to coroczny turniej wrestlingu organizowany przez AEW we współpracy z Fundacją Owena Harta na cześć Owena Harta. Składa się z dwóch turniejów w trybie pojedynczej eliminacji, po jednym dla mężczyzn i kobiet, a zwycięzcy otrzymują trofeum zwane „The Owen”. Ponadto w roku 2024 ogłoszono, że poszczególne zwycięzcy zdobędą walki na mistrzostwa świata mężczyzn i kobiet AEW na All In w sierpniu. 19 czerwca na odcinku Dynamite ogłoszono, że Bryan Danielson z AEW zmierzy się z Shingo Takagim z NJPW na Forbidden Door w walce pierwszej rundy turnieju.

## Wyniki walk
| Nr                                                                   | Wyniki | Stypulacje                                                                                                 | Czas  |
| -------------------------------------------------------------------- | --- | --- | ----- |
| 1P                                                                   | Kyle Fletcher pokonał Serpentico poprzez pinfall | Singles match                                                                                              | 3:10  |
| 2P                                                                   | Kings of the Black Throne (Malakai Black i Brody King) pokonali Tomohiro Ishiiego i Kyle’a O’Reilly’ego, Rodericka Stronga i Gabriela Kidda (z Gedo, Mattem Tavenem i Mikiem Bennettem) oraz Private Party (Zaya i Quena) poprzez pinfall | Four-way tag team match                                                                                    | 8:35  |
| 3P                                                                   | Willow Nightingale i Tam Nakano pokonały Kris Statlander i Momo Watanabe (z Stokelym Hathawayem) poprzez pinfall | Tag team match                                                                                             | 10:15 |
| 4P                                                                   | Mariah May (z "Timeless" Toni Storm i Lutherem) pokonała Sarayę (z Harley Cameron) poprzez pinfall | Pierwsza runda turnieju Women’s Owen Hart Cup                                                              | 8:30  |
| 5P                                                                   | The Lucha Brothers (Penta El Zero Miedo i Rey Fénix) i Místico (z Alexem Abrahantesem) pokonali Los Ingobernables de Japon (Yotę Tsujiego, Titána i Hiromu Takahashiego) poprzez submission                                               | Trios match                                                                                                | 12:00 |
| 6                                                                    | MJF pokonał Hechicero poprzez pinfall | Singles match                                                                                              | 9:50  |
| 7                                                                    | The Elite (Matthew Jackson, Nicholas Jackson i Kazuchika Okada) pokonali Scissor Ace (Anthony’ego Bowensa, Maxa Castera i Hiroshiego Tanahashiego) poprzez pinfall                                                                        | Trios match                                                                                                | 13:00 |
| 8                                                                    | Bryan Danielson pokonał Shingo Takagiego poprzez submission | Pierwsza runda turnieju Men’s Owen Hart Cup                                                                | 20:00 |
| 9                                                                    | "Timeless" Toni Storm (c) (z Lutherem) pokonała Minę Shirakawę poprzez pinfall | Singles match o AEW Women’s World Championship Mariah May była przy ringu, aby wspierać obie uczestniczki. | 11:40 |
| 10                                                                   | Zack Sabre Jr. pokonał Orange’a Cassidy’ego poprzez submission | Singles match                                                                                              | 16:20 |
| 11                                                                   | Samoa Joe, Hook i Katsuyori Shibata pokonali The Learning Tree (Chrisa Jericho i Big Billa) i Jeffa Cobba (z Bryanem Keithem) poprzez pinfall                                                                                             | Trios match                                                                                                | 13:25 |
| 12                                                                   | Jack Perry pokonał Konosuke Takeshitę, Marka Briscoe, Dante Martina, Lio Rusha i El Phantasmo | Ladder match o zwakowany AEW TNT Championship                                                              | 16:55 |
| 13                                                                   | Mercedes Moné (AEW) pokonała Stephanie Vaquer (NJPW) poprzez submission | Winner Takes All match o AEW TBS Championship i NJPW Strong Women’s Championship                           | 17:00 |
| 14                                                                   | Tetsuya Naito pokonał Jona Moxleya (c) poprzez pinfall | Singles match o IWGP World Heavyweight Championship                                                        | 17:05 |
| 15                                                                   | Swerve Strickland (c) (z Prince Naną) pokonał Willa Ospreaya poprzez pinfall | Singles match o AEW World Championship                                                                     | 27:05 |
| (c) – mistrz/mistrzyni przed walkąP – walka miała miejsce w pre-show | | |       |